# Belcești (Iași megye)
Belcești (magyarul: Belcsest, Belcsfalva) község Iași megyében, Moldvában, Romániában.

## Fekvése
A megye középső részén helyezkedik el, Harlótól és Podu Iloaieitól egyaránt kb. 20 km-re, Jászvásártól pedig 44 km-re északnyugatra.

## Történelem
A település első írásos említése 1579-ből való.

## Hírességek
- Victor Iamandi - (1891 - 1940), politikus
- Victor Mihăilescu-Craiu - (1908 - 1981), festőművész